# Krętarz stawonogów

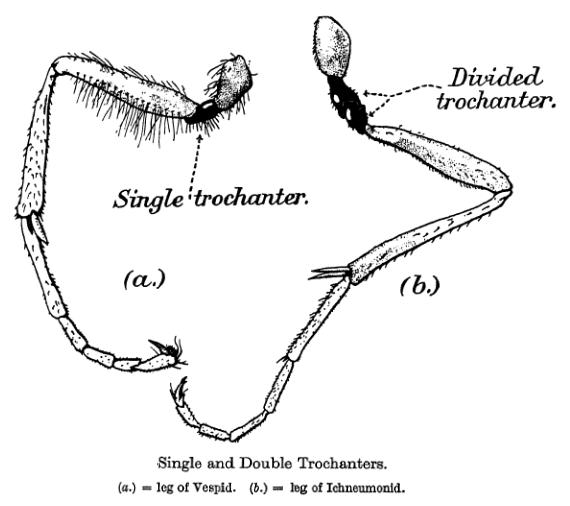
Krętarze w odnóżach owadów: po lewej pojedynczy, po prawej dwuczłonowy

Odnóże pająka: krętarz oznaczony cyfrą 2

Krętarz (łac. trochanter) – człon odnóża stawonogów położony między biodrem a udem. Z biodrem jest połączony stawem pierwotnym, a z udem – stawem wtórnym.
Ewolucyjnie krętarz pochodzi od dwóch członów odnóża skorupiaków: bazipoditu i ischiopoditu.
U sześcionogów krętarz przedniej pary odnóży określany jest jako protrochanter, środkowej pary odnóży jako mesotrochanter, a tylnej pary jako metatrochanter. U owadów krętarz jest małym członem, w pełni ruchomym względem biodra, natomiast mniej lub więcej ustalonym względem uda.
U niektórych owadów krętarz jest podzielony szwem krętarzowym (łac. sutura trochanteralis) na dwie części. Jeżeli szew biegnie wzdłużnie to krętarz dzieli się na górny dorsotrochanter i dolny ventrotrochanter. Jeżeli szew biegnie poprzecznie, to dzieli krętarz na nasadowy (dosiebny) subtrochanter (krętarz pierwszy) i wierzchołkowy (odsiebny), zawierający mięsień reduktor uda posttrochanter (krętarz drugi), niekiedy określany też jako trochantellus, jednak ten ostatni termin odnosić się może również do przedudzia, zwłaszcza u błonkówek. Bywa także, że subtrochanter określany jest jako trochantin, jednak termin ten powinien odnoszony być do krętarzyka. Krętarz podzielony na sub- i posttrochanter nosi nazwę złożonego (łac. trochanter compositus), a niepodzielony – prostego (łac. trochanter simplex). Dwuczłonowość krętarza może być wyrazem jego pochodzenia od dwóch członów odnóża skorupiaków, jak ma to miejsce np. u nimf i imagines ważek.
U skoczogonków na krętarzu występować może grupa szczecinek zmysłowych zwana narządem krętarzowym (łac. organum trochanterale).